# Кончаковский, Сергей Демидович
 Демидыч  (настоящее имя — Сергей Демидович Кончаковский, род. 6 октября 1963, СССР) — российский эстрадный певец, шансонье, гитарист, поэт, композитор, автор-исполнитель, музыкальный продюсер. Общественный и культурный деятель. Участник фестиваля «Ээхх, Разгуляй!», удостоен Премии «Шансон года в Кремле» за песню «Мамина сирень». Ведёт активную концертную и просветительскую деятельность, выступает с благотворительными концертами в детских домах, воинских частях и военных госпиталях, ветеранских организациях, местах лишения свободы.

## Биография

### Детство и юность
Родился  6 октября 1963 г. Детство и юность прошла в селе Ржевка Шебекинского района Белгородской области.
Отец — Демид Фёдорович, участник Великой Отечественной войны. Мать — Ольга Лукьяновна, во время Великой Отечественной войны была угнана немцами в Германию на принудительные работы. Два раза совершала побег из немецкого плена. С Демидом Фёдоровичем встретилась уже после войны.
В семье родилось пятеро детей, Сергей самый младший. Дети с раннего возраста работали. В 5 классе отец отправил Сергея в соседний колхоз за 30 км — работать пастухом. В седьмом классе он устроился работать водовозом. Именно в тот период впервые взял в руки гитару. Вся семья была очень музыкальной и многократно выступала в соседних колхозах. Отец играл на гармошке, братья на трубе, гитаре, сестра на аккордеоне.
В восьмом классе Сергей играл на танцах.
После окончания школы, в 14 лет уехал в Херсон, поступил в торговый техникум, где проучился три года. В это же время работал гитаристом и вокалистом в ресторанах города.
После окончания техникума вернулся в Белгород, где продолжил играть на танцах.

### Армия
Служил срочную службу в войсках связи в 1982—1984 годах. Дослужился до рядового. Через год службы попал в музыкальный ансамбль «Молодость», который располагался в центре Москвы. Играл на гитаре и пел. В армии было много выездных концертов. Ансамбль «Молодость» выступал для солдат и офицеров Московского округа, а так же перед рабочими московских заводов и фабрик. Практически уже тогда началась гастрольная деятельность.

### Институт
После армии поступил на рабфак, а затем на дневное отделение Московского института народного хозяйства имени Г. В. Плеханова.
Руководил комсомольской организацией сначала группы, курса, факультета, а затем и всего института.
Неоднократно был командиром студенческих строительных отрядов.
В 1990—1991 годах, работая в Союзе Менеджеров, был организатором совместного проекта с Фондом Кербера (ФРГ) и сам проходил обучение по линии в Ost-West экономической академии в Берлине.

### Карьера
В 1991—1993 годах работал заместителем директора фонда «Кадры реформы» Союза менеджеров СССР.
В 2000—2001 годах работал Полномочным представителем Республики Алтай при Президенте РФ.
В 2002—2015 годах был Исполнительным директором Ассоциации Выпускников РЭУ им. Г.В. Плеханова.
В 2009—2011 годах являлся членом общественного совета МВД РФ.

## Творчество

### Дискография
- 1998 — Не зевай
- 2002 — Белый город
- 2002 — Севера
- 2003 — Мама лезу!
- 2006 — Берегите природу
- 2010 — Мамина сирень
- 2011 — Что наша жизнь
- 2015 — Сплетая мечту и молитву[5]

Участник фестиваля «Ээхх, Разгуляй!».
Автор гимна Плехановского университета (музыка – Сергей Кончаковский, слова – Михаил Грозовский, Сергей Кончаковский), и более чем 300 песен. Автор более 20 песен о городах России.

## Премии
| Год  | Премия      | Песня         |
| ---- | ----------- | ------------- |
| 2010 | Шансон года | Мамина сирень |